# 슬라브족의 기독교화

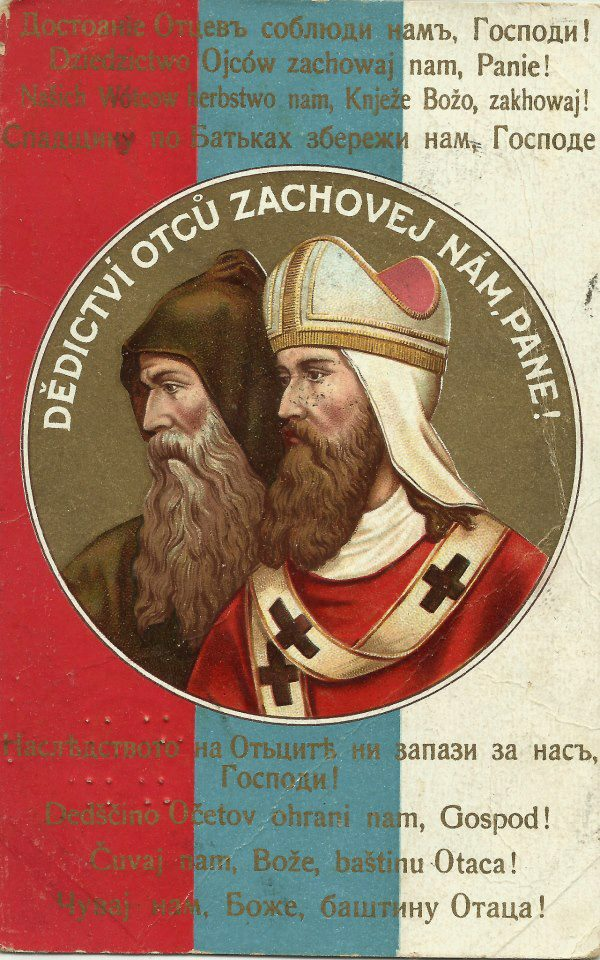
'슬라브족의 사도들'인 키릴로스와 메토디오스를 묘사한 범슬라브주의 포스터

슬라브족들은 7세기부터 12세기에 거쳐 기독교화가 이뤄졌으며, 옛 슬라브족의 종교 풍습이 사라지는 과정은 이르면 6세기부터 시작되었다. 일반적으로 말하길, 남슬라브족의 군주들은 9세기에 기독교를 받아들였고, 동슬라브족은 10세기에, 서슬라브족은 9세기와 12세기 사이에 받아들였다. 키릴로스와 메토디오스 (틀:Floruit 860년–885년)는 '슬라브족의 사도'로 불리며, 비잔틴-슬라브 전례 (고대 슬라브어 전례)와 알려진 슬라브 문자 중에 가장 오래되었고 초기 키릴 문자의 토대인 글라골 문자를 전래했다.
슬라브족을 개종하려는 로마의 가톨릭 교회와 콘스탄티노플의 동방 정교회의 동시 다발적인 선교 활동은 '로마와 콘스탄티노플 간의 두 번째 갈등의 원인'이 되었으며, 특히 불가리아에서 그랬다 (9–10세기). 이 갈등은 1054년의 동서 교회의 분열 이전에 있었고 동방 그리스 세계와 서방 라틴 세계의 분열로 이어진 여러 사건 중 하나이었다. 이에 따라 슬라브족들은 동방정교와 로마 가톨릭으로 분열되었다. 로마 교회와 비잔틴 교회의 경쟁하던 선교 활동과 밀접하게 관련된 것이 동유럽 지역의 라틴 문자와 키릴 문자 전파이었다. 정교회를 믿는 슬라브족의 대다수는 키릴 문자를 수용하였고, 가톨릭을 믿는 슬라브족의 대부분은 라틴 문자를 도입하였지만, 이 일반적 범주에는 여러 예외들이 존재하기는 한다. 두 교회가 기독교를 믿지 않던 유럽인들에게 선교를 하던 지역들인 리투아니아 대공국과 크로아티아 공국, 세르비아 대공국 같은 곳에서는, 혼합된 언어, 문자, 자모 등이 등장하였으며, 라틴 가톨릭 (Latinitas)과 키릴 정교회 전례 (Slavia Orthodoxa) 간의 경계가 흐릿했다.

## 예시

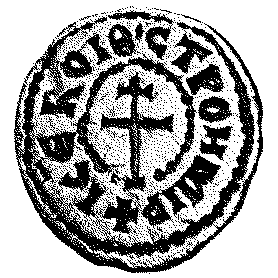
9세기 말 세르비아의 스트로이미르 대공의 인장으로, 슬라브족의 기독교화에 대한 가장 오래된 유물 중 하나이다

- 불가리아의 기독교화 (공식적으로 864년)
- 모라비아의 기독교화 (공식적으로 863년 이후)
- 세르비아인들의 기독교화 (약 870년경부터 기독교인으로 간주[5])
- 크로아티아 공국의 기독교화 (9세기경)
- 보헤미아의 기독교화 (884년)
- 폴란드의 기독교화 (966년)
- 키예프 루스의 기독교화 (988년)
- 포메른의 기독교화 (1124년)

## 같이 보기
- 슬라브 신화
- 유럽의 동방정교
- 유럽의 로마 가톨릭교회
- 게르만족의 기독교화
- 중세 불가리아 문화의 황금기
- 고대 불가리아인
- 초기 키릴 문자

## 주해
1. ↑  천주교와 정교회의 선교 활동이 동시에 일어난 다른 곳에는 대모라비아, 헝가리 대공국, 핀족의 영토 등이었다.

## 참고 문헌
- Berend, Nora, 편집. (2007). 《Christianization and the Rise of Christian Monarchy: Scandinavia, Central Europe and Rus' c. 900–1200》. Cambridge and New York: Cambridge University Press. ISBN 9781139468367.
- Betti, Maddalena (2013). 《The Making of Christian Moravia (858-882): Papal Power and Political Reality》. Leiden-Boston: Brill. ISBN 9789004260085.
- Augustine Casiday (2012). 《The Orthodox Christian World》. Routledge. ISBN 978-1-136-31484-1.
- Curta, Florin (2006). 《Southeastern Europe in the Middle Ages, 500–1250》. Cambridge: Cambridge University Press. ISBN 9780521815390.
- Curta, Florin (2019). 《Eastern Europe in the Middle Ages (500-1300)》. Leiden and Boston: Brill. ISBN 9789004395190.
- Thomas John Drobena; Wilma Samuella Kucharek (1979). 《Heritage of the Slavs: The Christianization of the Slavs and the Great Moravian Empire》. Kosovo Publishing Company.
- Dvornik, Francis (1962). 《The Slavs in European History and Civilization》. New Brunswick: Rutgers University Press. ISBN 9780813507996.
- Fine, John Van Antwerp Jr. (1991) [1983]. 《The Early Medieval Balkans: A Critical Survey from the Sixth to the Late Twelfth Century》. Ann Arbor, Michigan: University of Michigan Press. ISBN 0472081497.
- B. Gasparov; Olga Raevsky-Hughes (1995). 《Christianity and the Eastern Slavs: Slavic cultures in the Middle Ages》. University of California Press. ISBN 978-0-520-07945-8.
- Komatina, Predrag (2015). 〈The Church in Serbia at the Time of Cyrilo-Methodian Mission in Moravia〉. 《Cyril and Methodius: Byzantium and the World of the Slavs》. Thessaloniki: Dimos. 711–718쪽.
- Moravcsik, Gyula, 편집. (1967) [1949]. 《Constantine Porphyrogenitus: De Administrando Imperio》 2 revis판. Washington D.C.: Dumbarton Oaks Center for Byzantine Studies. ISBN 9780884020219.
- Špehar, Perica N. (2010). 〈By Their Fruit you will recognize them - Christianization of Serbia in Middle Ages〉. 《Tak więc po owocach poznacie ich》. Poznań: Stowarzyszenie naukowe archeologów Polskich. 203–220쪽.
- Špehar, Perica N. (2015). 〈Remarks to Christianisation and Realms in the Central Balkans in the Light of Archaeological Finds (7th-11th c.)〉. 《Castellum, Civitas, Urbs: Centres and Elites in Early Medieval East-Central Europe》. Budapest: Verlag Marie Leidorf. 71–93쪽.
- Vlasto, Alexis P. (1970). 《The Entry of the Slavs into Christendom: An Introduction to the Medieval History of the Slavs》. Cambridge: Cambridge University Press. ISBN 9780521074599.
- Živković, Tibor (2007). “The Golden Seal of Stroimir” (PDF). 《Historical Review》 (Belgrade: The Institute for History) 55: 23–29. 2018년 3월 24일에 원본 문서 (PDF)에서 보존된 문서. 2018년 3월 7일에 확인함.
- Živković, Tibor (2008). 《Forging unity: The South Slavs between East and West 550-1150》. Belgrade: The Institute of History, Čigoja štampa. ISBN 9788675585732.
- Živković, Tibor (2012). 《De conversione Croatorum et Serborum: A Lost Source》. Belgrade: The Institute of History.
- Živković, Tibor (2013). “On the Baptism of the Serbs and Croats in the Time of Basil I (867–886)” (PDF). 《Studia Slavica et Balcanica Petropolitana》 (1): 33–53.
- Živković, Tibor (2008). 《Forging unity: The South Slavs between East and West 550-1150》. Belgrade: The Institute of History, Čigoja štampa. ISBN 9788675585732.